# 德里纳河
德里纳河位于巴尔干半岛，流经波斯尼亚和黑塞哥维那和塞尔维亚，是萨瓦河的支流，全长346公里。它是萨瓦河最长的支流，也是第纳尔阿尔卑斯山脉中最长的喀斯特河流，属于多瑙河流域。德里纳河的名字源自拉丁语德里诺斯（Drinus），而德里诺斯又来源于希腊文（Dreinos）。

## 水文特征
德里纳河是一条流速湍急的高山河流，蜿蜒比率高达175：346。德里纳河的水质较为干净，河流呈深绿色。这是大多数横穿石灰岩岩溶的高山河流的普遍特征。
德里纳河的平均深度为3-5米，最深处为12米。平均宽度为50-60米。 流域面积为19,570平方公里（480万英亩），其直流流经波斯尼亚和黑塞哥维那、塞尔维亚、蒙特內哥羅、阿尔巴尼亚。德里纳河属于黑海流域。在几座水电站修建之前，德里纳河常常淹没山谷。最严重的洪水曾摧毁了卢博维贾镇（发生在1896年）。 

### 起源

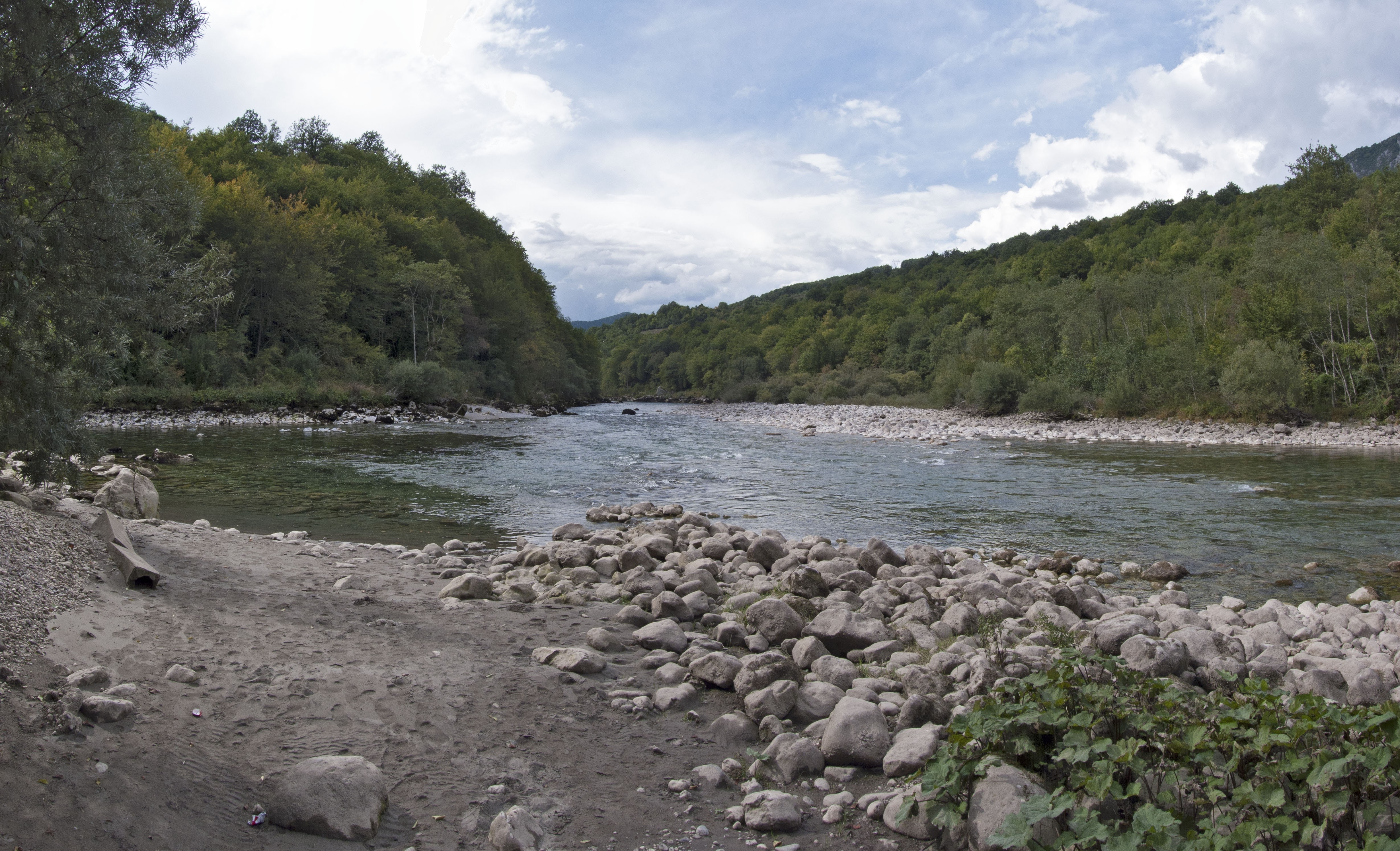
德里纳河的源头

德里纳河发源于塔拉河和皮瓦河的汇合点，在马格利奇山，洪姆（Hum）和普夫斯卡普兰纳（Pivska Planina）山脉的山坡之间，以及什切潘灰岩盆地（黑山）和洪姆（波斯尼亚和黑塞哥维那）的村庄之间。

### 长度
德里纳河由塔拉河和皮瓦河的汇合形成，这两个河都从黑山流出，汇聚在波斯尼亚和黑塞哥维那边界的洪姆和什切潘灰岩盆地。塔拉河总长为144公里（89英里），其中104公里（65英里）位于黑山，而最后40公里（25英里）位于波斯尼亚和黑塞哥维那，德里纳河向北流经波斯尼亚和黑塞哥维那346公里（215英里），其中206公里（128英里）沿波斯尼亚和黑塞哥维那和塞尔维亚的边界，最后流入波斯尼亚和黑塞哥维那东北部拉查村（Rača）附近的萨瓦河。从塔拉河的源头测量，德里纳河长487公里（303英里）。

### 河运

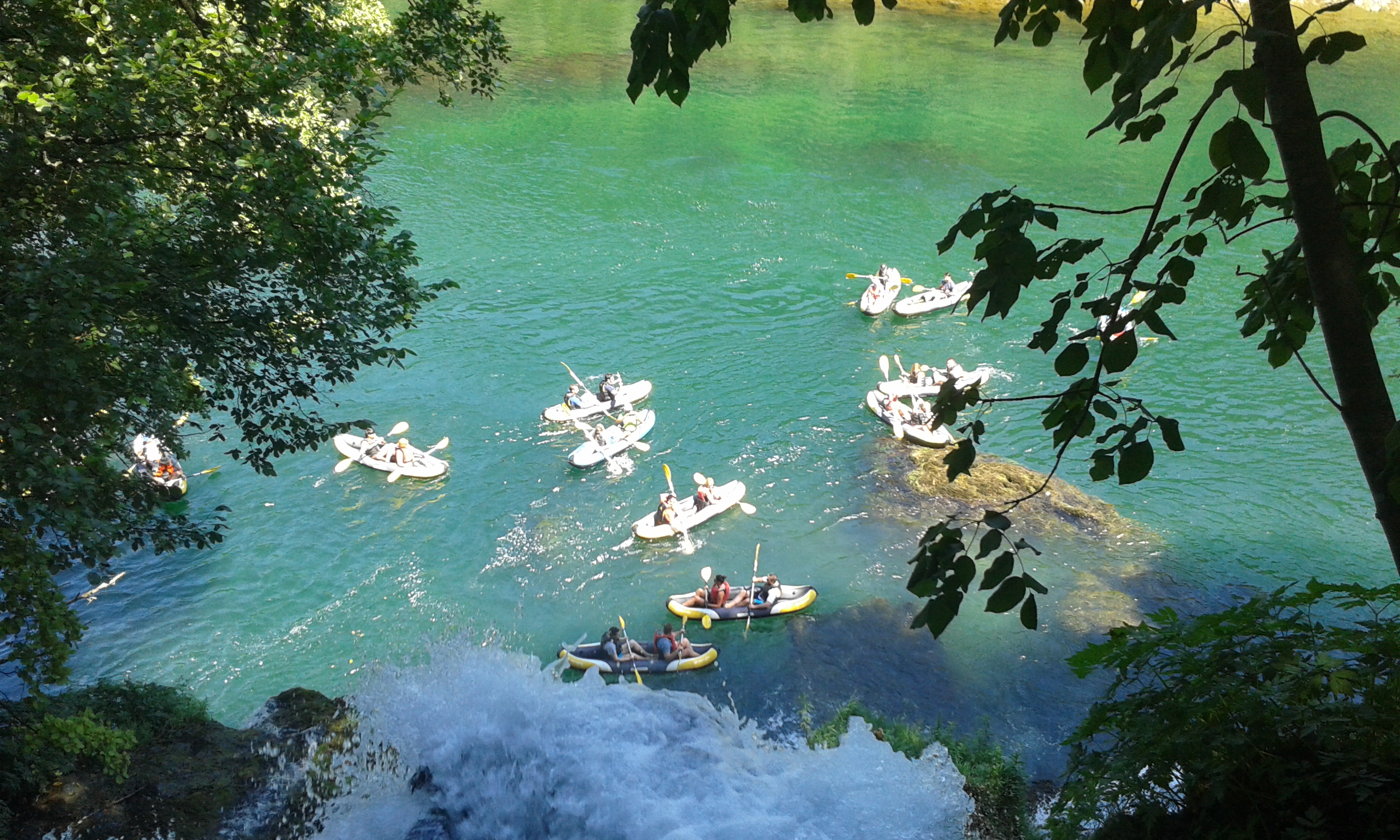
德里纳河上的皮划艇

如今这条河并不具备通航条件。但与塔拉河一样，它成为了波斯尼亚和黑塞哥维那和黑山的主要皮划艇和漂流景点。在历史上，德里纳河上的小船交通十分发达。有关德里纳河上的船只记载可追溯至17世纪，来自奥斯曼的旅行家爱维亚·瑟勒比在17世纪下半叶游历该地区时，曾记录过生活于德里纳河河谷的人们通过砍伐40米高的橡树，并用原始工具挖空树干造船。他写道，在兹沃尔尼克有数千艘这样的船，它们沿着德里纳河和萨瓦河顺流而下，一直航行至贝尔格莱德。在19世纪，当地的伐木工人将砍伐的树干运到德里纳河，并一路向下漂流到福卡的工厂。

## 地理特征

### 边境河流
德里纳河在兹维耶兹达（Zvijezda）和苏希卡（Sušica）之间的山脉中流动，在一路上会经过巴吉纳巴沙塔发电厂形成的人工湖。普罗希奇（Prohići）和奥萨蒂卡（Osatica）的村庄的废墟都淹没在湖底。河流在Perućac村被筑坝，那里有一口从塔拉山涌出的泉作为瀑布流入德里纳河。此外，用德里纳河的水所蓄成的鱼塘还被用作虹鳟产卵。河流继续流向Peći、Dobrak、Skelani和Zaguline村，到达巴吉纳多尼亚克尔维卡和罗加奇卡，德里纳河出现大转弯，并改变了从东北到西北的方向。这一明显的地理特征形成了波斯尼亚-黑塞哥维那的奥萨特和拉莫尔地区，德里纳河将这两个地区与塞尔维亚波德里涅地区的阿兹布科维察部分隔开。

### 航道

#### 上游

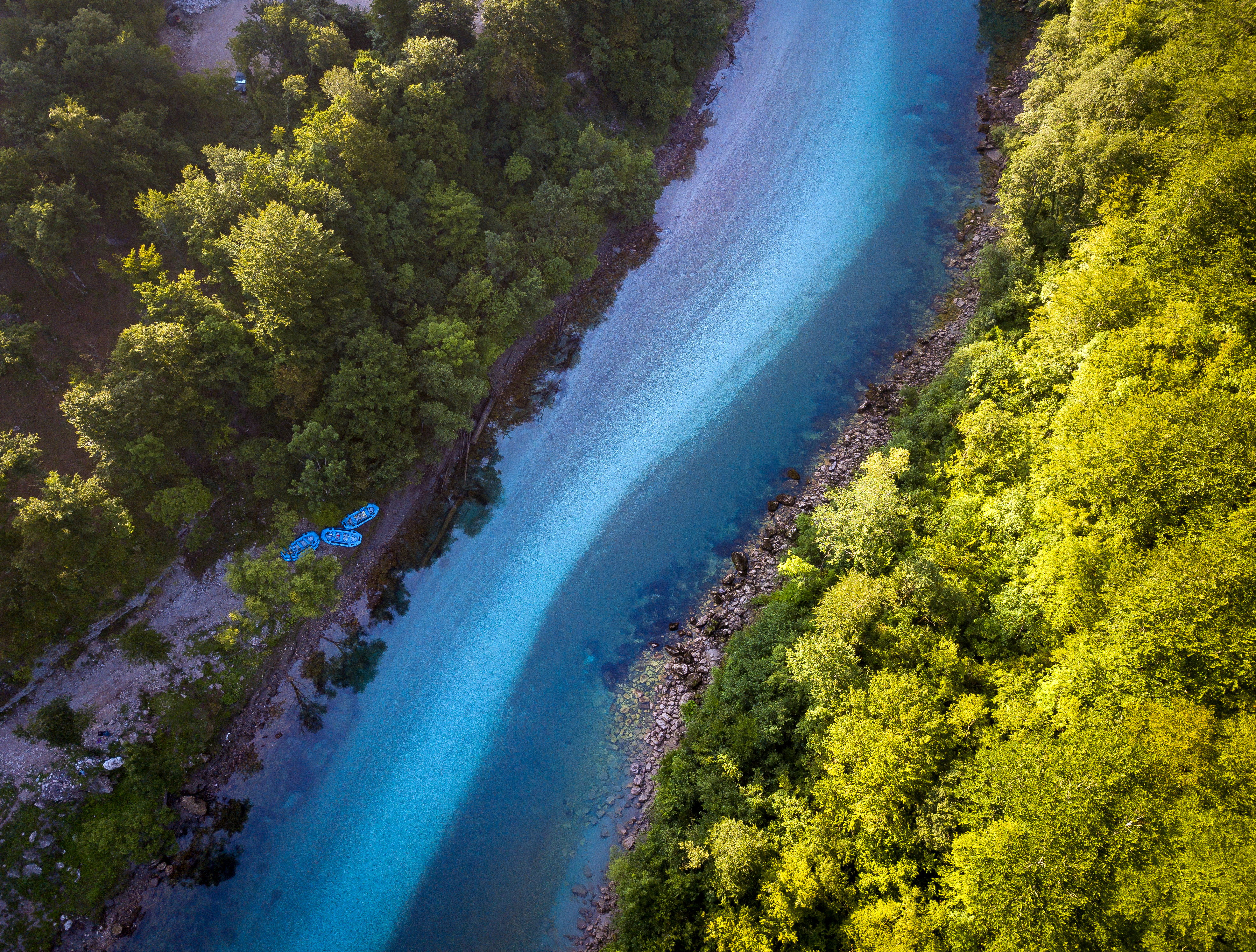
德里纳河上游的峡谷

从其起源出发，德里纳河绕马卢萨山（Maluša）向西流动几百米后开始向北流向萨瓦河。在这里，它流经科斯曼，普里耶杰代尔，杜切利，切利科沃·波列，科皮洛维，特布舍奇，布罗德·纳·德里尼等村庄，直至到达福卡镇。德里纳河在这一段中有苏耶斯卡河、比耶拉瓦河和比斯特里察河的水汇入。德里纳河从Foča顺流而下，进入一个宽阔的山谷，该山谷长45公里（28英里），位于苏希多尔-比塞罗维纳地区（Suhi Dol-Biserovina）。在这一段中，科伦斯卡里耶卡河（Kolunska rijeka）和奥萨尼卡河（Osanica）汇入德里纳河。德里纳河继续向北延伸，进入26公里长的梅迪达峡谷（Međeđa），该峡谷位于武切维卡和德维塔克附近山脉南部斜坡之间。在这一段中，最河谷最狭窄的部分仅有12米宽。詹吉纳（Janjina）和林河（Lim）在这一段汇入河流。

#### 中游

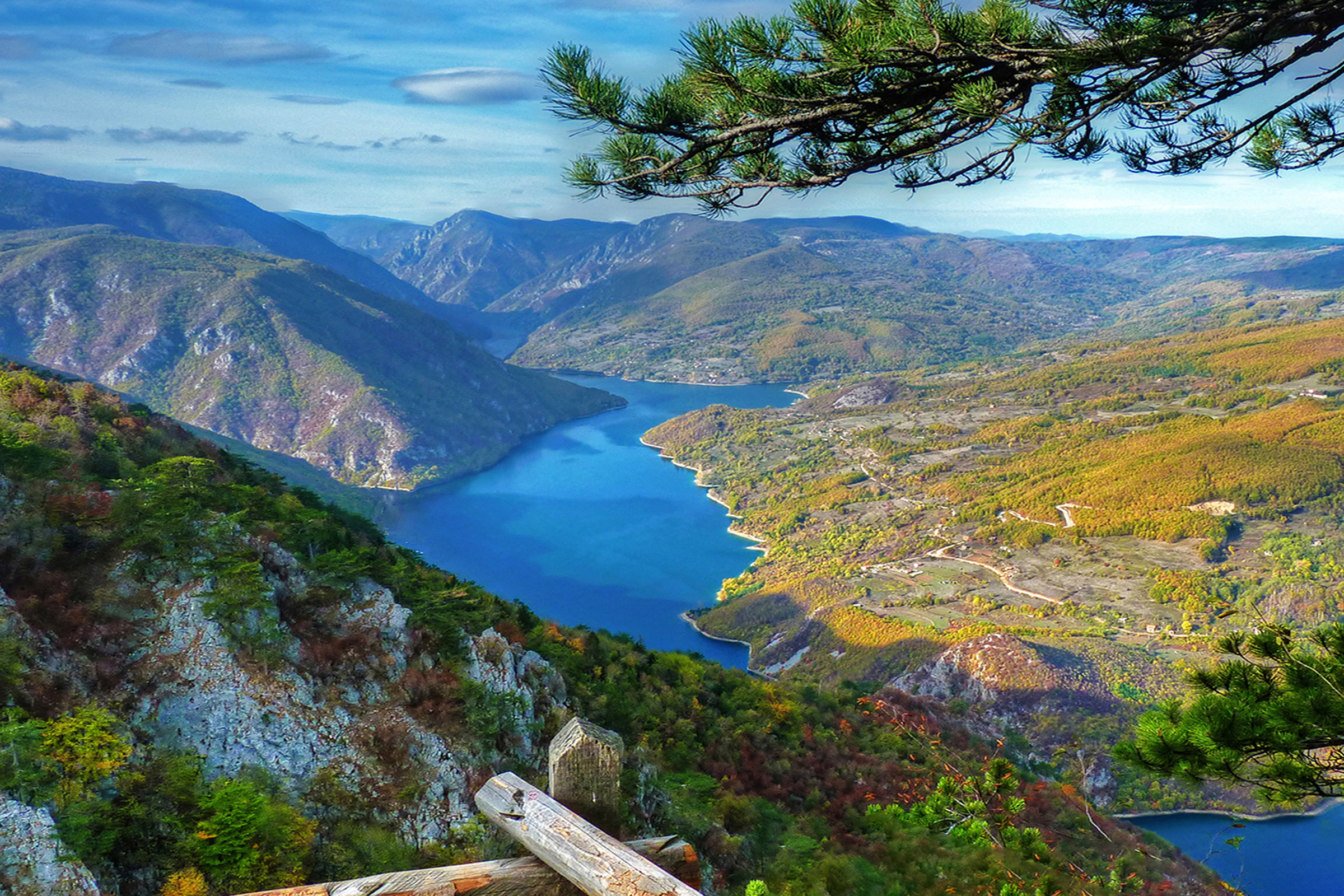
德里纳河上的Perućac湖

在维舍格勒镇，拉扎夫河（Rzav River）从右侧汇入德里纳河。并在苏瓦戈拉（Suva Gora）山西北处进入科洛季耶瓦茨（Klotijevac）峡谷。峡谷长38公里（24英里），深达1公里（3,200英尺），Sase，Resnik，Đurevići和GornjeŠtitarevo的村庄位于峡谷中，库卡河从右边流入德里纳河。然后向西急转，成为波黑和塞尔维亚交界的一条河流，靠近Jagoštica村。德里纳河（Drina）在布科维察山的西坡上流过，毗邻格沃兹达克，奥克雷塔克，斯特莫沃，巴切夫奇，多杰·科什列，德拉奇，伏尔波列，多尼亚·布科维察博尔杰维奇，法科维奇，泰加雷，西基里奇和沃尔沃村到达波斯尼亚和黑塞哥维那的城镇Ljubovija。在这里，德里纳河接收了卢博维萨作为支流，在经过中世纪小镇米库利雅克（Mikuljak）的废墟和米奇奇（Mičići），乌佐夫尼察（Učovnica），克尔纳（Crnča），沃尔热夫奇（Voljevci）（塞尔维亚），克拉萨诺维奇（Krasanovići），杜布拉维斯（Dubravice），波隆（Polom）和泽林杰（Zelinje）之后，德里纳河经过兹沃尼克湖（Zvornik Lake）。

#### 下游
继兹沃尼克（波斯尼亚和黑塞哥维那）-马里兹沃尼克（塞尔维亚）的双重城镇之后，德里纳河（Drina）在波斯尼亚的Majevica山和塞尔维亚的Gučevo山之间流动，进入波德林下地区。在科兹卢克村之后，它在波斯尼亚一侧没有主要定居点，在塞尔维亚一侧，德里纳河与Brasina村庄和Rečane村庄相邻，Rečane村庄是中世纪城镇Koviljkin grad的废墟。德里纳河进入其航道的汇合区域，即南部的潘诺尼平原，这是河流泛滥成灾的地方，形成了前南斯拉夫最大的洪泛区，河流将其分成两半。德里纳河溢出并蜿蜒形成浅滩，岛屿和沙洲，最终流入萨瓦河。

## 生态环境和野生动物

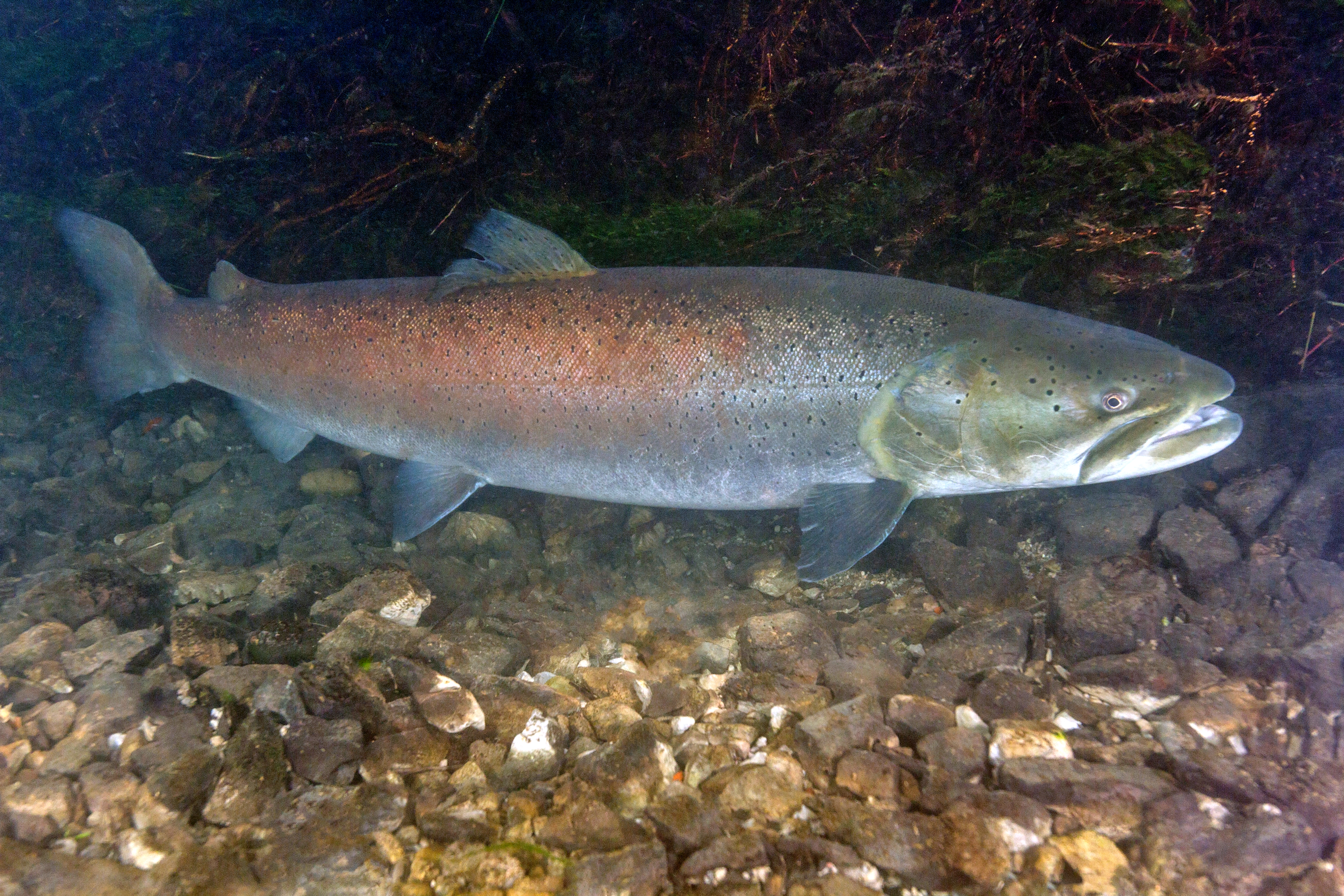
多瑙哲羅魚

德里纳河，以及它的源头支流，仍然是欧洲濒危雲杉、鲑鱼物種塞爾維亞雲杉和多瑙哲羅魚的原始栖息地和产卵地。然而，分別因“山林開墾、物種競爭”以及“于河道上修建了大量的水电站，因为筑坝没有鱼梯设施建设，鲑鱼的原始栖息环境遭到破坏”等因素進而成為瀕危物種。迄今为止，德里纳河附近尚未建造足够的自然保护区。2017年，在波斯尼亚和黑塞哥维那通过了设定保护区的法律，并建立德里纳国家公园。

## 旅游业

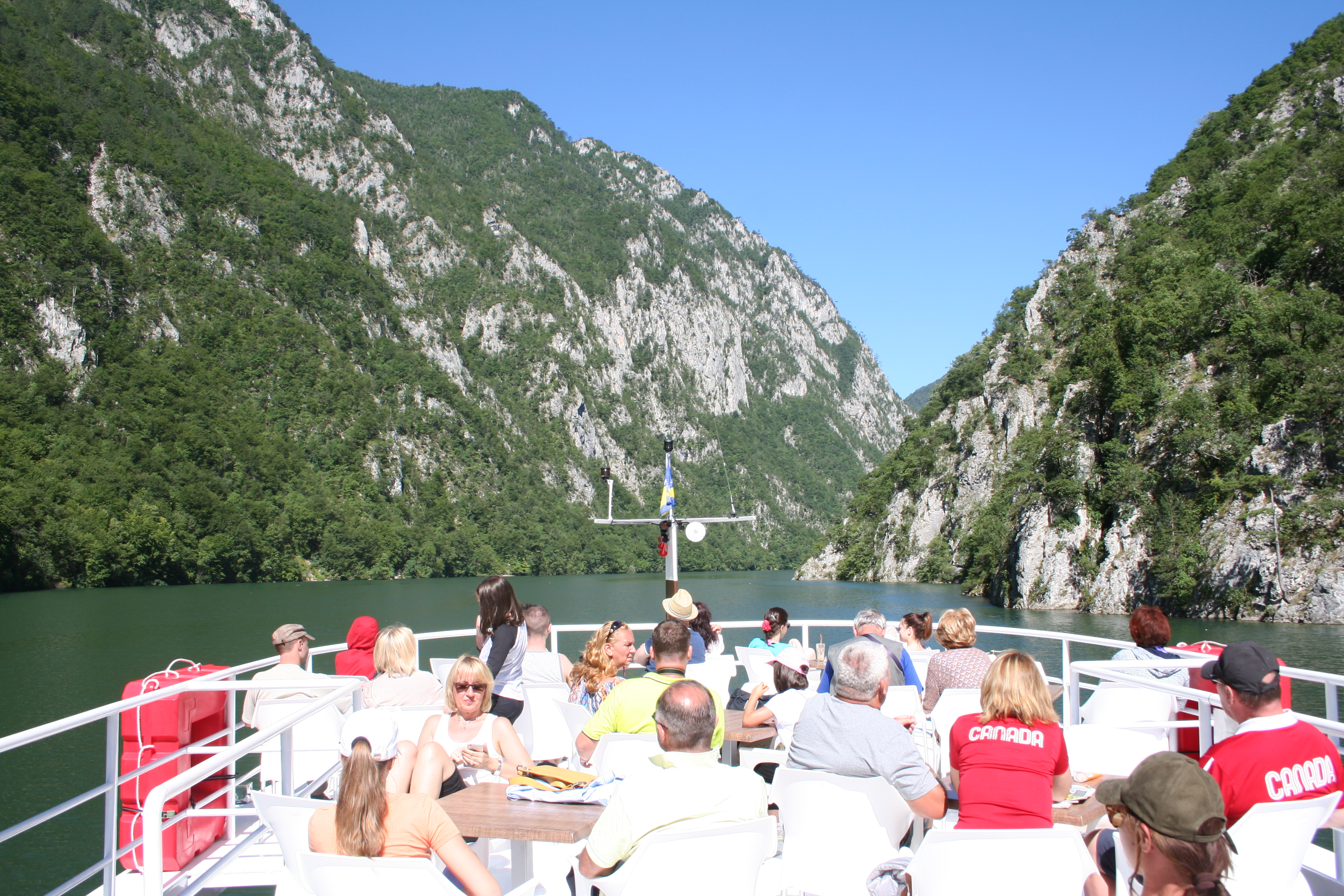
德里纳河上游

德里纳河上有漂流路线。漂流路线包括塔拉河。 根据长度的不同，漂流路线多种多样。德里纳赛船会是一年一度的旅游和娱乐活动，帆船赛是塞尔维亚西部最受欢迎的活动，也是该地区水上中心的夏季活动。沙根八号铁路是塞尔维亚的一条窄轨传统铁路，从莫克拉村到沙根维塔西车站，延伸至波斯尼亚和黑塞哥维那的维舍格勒，该工程于2010年8月28日完工。游客还可沿着佩鲁卡茨湖进行游览。

## 文化意義
诺贝尔文学奖得主伊沃·安德里奇著有长篇小说《德里納河上的橋》，描寫波斯尼亞人民在奥斯曼帝国和奥匈帝国等外来侵略者占領下的悲慘壓迫和反抗鬥爭。該小說以維舍格勒為背景，述說了當地人民為爭取民族獨立的英勇鬥爭，於1945年出版。
塞尔维亚作曲家斯坦尼斯拉夫·比尼茨基曾作《德里纳河进行曲》以纪念塞尔维亚军队在第一次世界大战中采爾山戰役的胜利。